# Pseudocoris aequalis
Pseudocoris aequalis là một loài cá biển thuộc chi Pseudocoris trong họ Cá bàng chài. Loài này được mô tả lần đầu tiên vào năm 2008.

## Từ nguyên
Từ định danh aequalis trong tiếng Latinh có nghĩa là "bằng nhau; đồng nhất", hàm ý đề cập đến chiều cao của vây lưng gần như là đều nhau ở những cá thể đực

## Phạm vi phân bố và môi trường sống
P. aequalis có phạm vi phân bố ở Tây Nam Thái Bình Dương. Loài này hiện chỉ được biết đến tại rạn san hô Holmes trên biển San Hô, và được xem là một loài đặc hữu của Úc.
P. aequalis được thu thập trên nền đáy đá vụn ở độ sâu khoảng từ 8 đến 15 m.

## Mô tả
P. aequalis có chiều dài cơ thể tối đa được ghi nhận là 11,2 cm. Cá đực có màu xanh lam ở nửa thân trên và trắng ở nửa thân dưới. Sau mắt có nhiều vệt sọc băng qua cuối nắp mang. Cá cái có nửa thân trên màu cam sẫm, xanh lục lam hoặc màu tím, nửa thân dưới có màu nhạt hơn. Có một dải màu sẫm từ phía trước mõm băng qua mắt, kết thúc với một đốm sẫm ở rìa sau của nắp mang. Các cá thể cái nhỏ hơn có màu cam với hai dải sọc trắng băng ngang phần trên và dưới của mắt. Mống mắt có màu đỏ cam.
Số gai ở vây lưng: 9; Số tia vây ở vây lưng: 12; Số gai ở vây hậu môn: 3; Số tia vây ở vây hậu môn: 12; Số tia vây ở vây ngực: 13; Số gai ở vây bụng: 1; Số tia vây ở vây bụng: 5.